# Campeonato Alemán de Fútbol 1963
El Campeonato Alemán de Fútbol 1963 fue la 53.ª edición de la máxima competición futbolística de Alemania Federal hasta la creación de la Bundesliga en 1963, que supuso un profundo cambio en el Campeonato Alemán. El histórico formato de ligas regionales y fase final nacional fue abandonado en favor de una única liga nacional unificada. Dieciséis equipos de las cinco Oberligas en funcionamiento fueron invitados a participar en el nuevo campeonato.
La nueva liga adoptó un formato de todos contra todos, en el que cada equipo juega contra todos los demás una vez en casa y otra fuera. No hay play-off; el equipo con mejor puntuación al final de la temporada es proclamado campeón de Alemania Federal.

## Grupo 1
|    | Equipo           | PJ | PG | PE | PP | GF | GC | Pts |
| -- | ---------------- | -- | -- | -- | -- | -- | -- | --- |
| 1. | Colonia          | 6  | 4  | 2  | 0  | 29 | 12 | 10  |
| 2. | Núremberg        | 6  | 3  | 2  | 1  | 19 | 12 | 8   |
| 3. | Hertha de Berlín | 6  | 1  | 1  | 4  | 8  | 19 | 3   |
| 4. | Kaiserslautern   | 6  | 0  | 3  | 3  | 7  | 20 | 3   |

## Grupo 2
|    | Equipo               | PJ | PG | PE | PP | GF | GC | Pts |
| -- | -------------------- | -- | -- | -- | -- | -- | -- | --- |
| 1. | Borussia Dortmund    | 6  | 4  | 1  | 1  | 15 | 7  | 9   |
| 2. | Múnich 1860          | 6  | 3  | 0  | 3  | 10 | 12 | 6   |
| 3. | Borussia Neunkirchen | 6  | 2  | 2  | 2  | 6  | 11 | 6   |
| 4. | Hamburgo             | 6  | 1  | 1  | 4  | 7  | 10 | 3   |

## Final
| Borussia Dortmund | 3 – 1 | Colonia |

|                                     |
| Campeón Borussia Dortmund 3° título |